# Hans-Jakob Heger
Hans-Jakob Heger (* 23. März 1938 in Kaiserslautern) ist ein deutscher Industrieunternehmer. Er war Geschäftsführer der Firma HegerGuss. Unter seiner Führung setzte der Gussbetrieb 1993 als eines der ersten mittelständischen Unternehmen die Gießprozess-Simulation ein. Die dafür notwendige Software hat er gemeinsam mit Helmut Neunzert (Gründer des Fraunhofer Instituts- für Techno- und Wirtschaftsmathematik in Kaiserslautern) entwickelt. Heute ist Hans-Jakob Heger Mitglied im Beirat der HegerGruppe.

## Werdegang
Heger wurde 1938 in Kaiserslautern geboren. Seine Kindheit verbrachte er in Enkenbach. Nach dem Abitur am Moll-Gymnasium in Mannheim setzte er seine Ausbildung an der Technischen Hochschule Karlsruhe fort. Dort machte er 1965 seinen Studienabschluss mit dem Diplom des Maschinenbaus (Dipl.-Ing.) in der Fachrichtung Verfahrenstechnik.
1963 trat Hans-Jakob Heger in das Familienunternehmen Heger & Müller, Eisenwerk Enkenbach GmbH ein. Zwei Jahre später übernahm er von seinem Vater Hans Heger verantwortlich die Geschäftsführung, die er wiederum 2002 an seinen Sohn Johannes weitergab. Im Jahr 2008 beteiligte er sich als Gesellschafter an der Gründung der neuen Gießerei HegerFerrit GmbH in Sembach.
Er ist verheiratet und hat drei Kinder.

## Engagement

### Verbandstätigkeit
Hans-Jakob Heger engagierte sich in zahlreichen Industrie- und Unternehmerverbänden. Häufig nahm er dabei Vorstandspositionen ein. So war er von 1975 bis 1991 Mitglied im Vorstand des Bundesverbandes der Deutschen Gießerei-Industrie e.V.  Ab 1987 gehörte er auch dem Präsidium an und war Beiratsmitglied im Fachverband Eisenguss.
Im Verband der Pfälzischen Metall- und Elektroindustrie e.V. (PfalzMetall) nahm Hans-Jakob Heger ebenfalls ab 1974 eine prägende Rolle ein. Er war bereits acht Jahre im Vorstand, als er 1982 den Vorsitz übernahm. 2002 trat er von dieser Position zurück und wurde zum Ehrenpräsident des Verbandes der Pfälzischen Metall- und Elektroindustrie e.V. (PfalzMetall) ernannt.
Besonderen Einfluss nahm Hans-Jakob Heger auch als Vorstandsmitglied im Arbeitgeberverband Gesamtmetall von 1982 bis 2002. Dort war er von 1995 bis 1998 drei Jahre im Präsidium und fungierte in dieser Zeit als Schatzmeister. 1991 wurde Heger Vorsitzender der Industrieverbände Neustadt an der Weinstraße e.V. Nach sieben Jahren verließ er diese Position, blieb aber bis 2004 noch Vorstandsmitglied. Darüber hinaus war Heger 1996–2004 stellvertretender Vorsitzender der Landesvereinigung Unternehmerverbände Rheinland-Pfalz (LVU).

### Soziales Engagement
Heger & Müller, Eisenwerk Enkenbach GmbH gehörte zu den ersten Unternehmen, das Gastarbeiter aus Italien beschäftigte. 1959 reiste Hans-Jakob Heger nach Verona, um vor Ort geeignetes Personal anzuwerben. 15 Italiener kamen im Februar 1960 in das Gussunternehmen, in den nächsten zwei Jahren folgten 30 weitere. Die ausländischen Arbeiter waren in einem eigens auf dem Firmengelände errichteten Wohnheim untergebracht. 
Einige Jahre später beschäftigte der Betrieb Griechen, die bereits in anderen deutschen Unternehmen gearbeitet hatten. Es folgten türkische Mitarbeiter, die in ihrem Heimatland angeworben worden waren. Für die ausländischen Arbeitskräfte wurde immer mehr Wohnraum geschaffen und auch Sprachunterricht angeboten.

### Engagement in Kaiserslautern
Hans-Jakob Heger ist Förderer der Technischen Universität Kaiserslautern. Insbesondere die Tagungsstätte Villa Denis unterstützt er mit Zustiftungen. Von 1992 bis 2001 war Hans-Jakob Heger zudem Mitglied des Kuratoriums der Universität Kaiserslautern und dessen stellvertretender Vorsitzender.
Als Gründungsmitglied des Vereins für Baukultur und Stadtgestaltung Kaiserslautern e.V. liegt ihm auch das Stadtbild Kaiserslauterns am Herzen. Daneben ist Hans-Jakob Heger Mitglied in verschiedenen Serviceclubs in Kaiserslautern.

## Auszeichnungen
Verdienstorden der Bundesrepublik Deutschland
- 1990: Bundesverdienstkreuz am Bande
- 1999: Bundesverdienstkreuz 1. Klasse (früher: Verdienstkreuz als Steckkreuz)

Auszeichnungen des Landes Rheinland-Pfalz
- 2002: Verleihung der Wirtschaftsmedaille des Landes Rheinland-Pfalz